# Sándor Gombos
Sándor Gombos   (Sombor, 4 de desembre de 1895 - Budapest, 27 de gener de 1968) fou un tirador d'esgrima hongarès que va competir durant la dècada de 1920 i 1930.
Especialista en el sabre, el 1928 va prendre part al Jocs Olímpics d'Amsterdam, on va guanyar la medalla d'or en la prova del sabre per equips del programa d'esgrima. En aquests mateixos Jocs fou cinquè en la prova de sabre individual.
En el seu palmarès també destaquen quatre medalles d'or al campionat del món d'esgrima.
El 1997 fou incorporat a l'International Jewish Sports Hall of Fame.